# As-Salih Ismail al-Malik
As-Salih Ismail al-Malik (1163-1181), hijo de Nur al-Din, le sucedió en 1174 al morir este. Estableció su corte en Aleppo. Saladino pidió que lo dejara entrar en la ciudad, pero se negó y este lo sitió. Malik mandó a un grupo de asesinos a matarle; en vez de eso, los asesinos dejaron una nota a Saladino advirtiéndole que si volvía a sitiar la ciudad lo matarían. Saladino se retiró pero volvió al año siguiente a sitiarlo. Esta vez rodeó su carpa de guardias y arena para ver las pisadas. Los asesinos atacaron y mataron a dos guardaespaldas, pero Saladino sobrevivió. En 1181 Malik murió sorpresivamente y Saladino conquistó Siria.